# 펑관잉
펑관잉(중국어: 彭冠英, 병음: Péng Guānyīng, 한자음: 팽관영, 1986년 2월 18일 ~ )은 중국의 배우이다.

## 출연작

### 드라마
- 2012년 동방 위성 텔레비전 몽상극장 《부침》 - 진천 역
- 2013년 후난위성텔레비전 금응독파극장 《소아난양》 - 우디 역
- 2013년 후난위성텔레비전 금응독파극장 《인위애정유다미》 - 예난디 역
- 2013년 저장 위성 텔레비전 중국람극장 《여인방》 - 위광정 역
- 2014년 후난위성텔레비전 금응독파극장 《인위애정유기적》 - 치지 역
- 2016년 후난위성텔레비전 찬석독파극장 《난릉왕비》 -  우문용 역
- 2017년 텐센트 웹드라마 《구주해상목운기》 - 목운합과 역
- 2018년 아이치이 웹드라마 《소면오》 - 화충 역
- 2019년 유쿠 웹드라마 《애상니치유아》 - 천이판 역
- 2019년 유쿠 웹드라마 《장안12시진》 - 진정 역
- 2019년 CCTV-1 제일특약극장 《절경주검》 - 천티엔 역
- 2020년 후난위성텔레비전 금응독파극장 《친애적자기》 - 류영 역
- 2020년 망고 TV 웹드라마 《양광지하》 -  펑샤오성 역
- 2022년 후난위성텔레비전 금응독파극장 《혼인적량종채상》 - 양정 역
- 2023년 텐센트 웹드라마 《청설니희환아》 - 닝쥐치엔 역
- 2023년 후난위성텔레비전 금응독파극장 《박빙》 - 천치엔 역
- 2023년 후난위성텔레비전 금응독파극장 《백색성보》 - 왕양밍 역